# Asina (przystanek kolejowy)
Asina (biał. Асіна, ros. Асино) – przystanek kolejowy w lasach w pobliżu miejscowości Skorodno, w rejonie dzierżyńskim, w obwodzie mińskim, na Białorusi. Leży na linii Moskwa - Mińsk - Brześć.